# Chelnok Falls
Die Chelnok Falls sind ein 5 m hoher Wasserfall an der Ingrid-Christensen-Küste des ostantarktischen Prinzessin-Elisabeth-Lands. Er ist der Abfluss des Chelnok Lake über ein Dyke aus Dolerit.
Das Antarctic Names Committee of Australia benannte ihn 1983 in Anlehnung an die Benennung des gleichnamigen Sees, der ursprünglich von russischen Wissenschaftlern benannt wurde. 